# Isabelle Wildhaber
Isabelle Wildhaber (* 19. Mai 1973 in Bern) ist eine Schweizer Juristin und Professorin. Sie lehrt Privat- und Wirtschaftsrecht an der Universität St. Gallen.

## Leben

### Kindheit und Ausbildung
Isabelle Wildhaber wurde im Mai 1973 als Tochter des Schweizer Juristen Luzius Wildhaber und der Akademikerin Simone Wildhaber-Creux geboren.
Von 1991 bis 1996 studierte sie Rechtswissenschaften an den Universitäten Basel und Genf und dissertierte mit summa cum laude. Im Jahr 1998 wurde sie im Kanton Basel-Stadt zur schweizerischen Anwältin zugelassen. Von 1998 bis 1999 promovierte sie an der Universität Basel mit summa cum laude bei Ernst A. Kramer zum Thema Produkthaftung im Gentechnikrecht. Eine rechtsvergleichende Studie.

### Berufliche Laufbahn
In den Jahren 1999 und 2000 arbeitete Wildhaber als Rechtsanwältin bei Vischer AG in Basel. Von 2000 bis 2001 erwarb sie einen LL. M. an der Harvard Law School. 2001 wurde sie als Attorney-at-law in New York zugelassen. Zwischen 2006 und 2010 habilitierte sie an der Humboldt-Universität zu Berlin.
Am 1. August 2010 wurde Wildhaber Assistenzprofessorin für Arbeits- und Haftpflichtrecht an der Universität St. Gallen. Im Frühling 2011 erhielt sie die Lehrberechtigung für Privat- und Wirtschaftsrecht an der Universität Zürich. Seit 1. August 2015 ist sie Ordinaria für Privat- und Wirtschaftsrecht unter besonderer Berücksichtigung des Arbeitsrechts an der Universität St. Gallen.

## Privatleben
Wildhaber ist mit dem Berliner Chefarzt der Kardiologie Boris Keweloh verheiratet, hat drei Kinder und lebt in Berlin. Ihre ältere Schwester Anne Wildhaber (* 1968) ist ebenfalls Juristin.